# ماء خام
المياه الخام (بالإنجليزية: Raw water)، هي المياه الموجودة في البيئة والتي لم يتم معالجتها ولم تتم إزالة أي من معادنها أو أيوناتها أو جزيئاتها أو بكتيرياها أو طفيلياتها. تشمل المياه الخام مياه الأمطار والمياه الجوفية والمياه من آبار التسلل والمياه من الأجسام مثل البحيرات والأنهار.
تعتبر مياه الخام غير آمنة بشكل عام للاستهلاك البشري بسبب وجود الملوثات. من المشاكل الصحية الرئيسية في بعض البلدان النامية استخدام المياه الخام للشرب والطبخ.
من غير المعالجة، يمكن استخدام المياه الخام لأغراض الزراعة أو البناء أو التنظيف. يستخدمه المزارعون لسقي محاصيلهم أو لإعطاءهم الماشية للشرب، وتخزينها في بحيرات أو خزانات من صنع الإنسان لفترات طويلة من الزمن. يمكن للصناعات الإنشائية استخدام المياه الخام لصنع الأسمنت أو لتخفيف الطرق غير المغلقة لمنع ارتفاع الغبار. يمكن أيضًا استخدام الماء الخام لغسل المراحيض وغسيل السيارات، بالإضافة إلى أي أغراض أخرى لا تتطلب استهلاكها من قبل البشر. تعتبر المياه في هذا النموذج خامًا، على عكس المياه التي تمت معالجتها قبل الاستهلاك، مثل مياه الشرب أو المياه التي تم استخدامها في عملية صناعية، مثل مياه الصرف الصحي.
تدفق المياه الخام هو طريقة للحفاظ على المياه حيث يتم استخدام المياه الخام في مراحيض التنظيف.

## تكوين
يكون تكوين الماء الخام متغيرًا بشكل طبيعي، ولكنه يحتوي عادةً على واحد أو أكثر من الملوثات الهامة التالية، على شكل أيونات ذائبة وجسيمات وكائنات حية: 
- حمض الهيوميك والأحماض المعقدة الأخرى التي ينتجها تسوس النبات. تحدث هذه في الخث والتربة وقد تتسبب في تغير اللون والطعم المعدني للماء.
- المعادن التي تجعل الماء عسرًا. الأكثر شيوعًا هي كربونات الكالسيوم والمغنيسيوم.
- جزيئات الطين والطمي.
- البكتيريا المسببة للأمراض والفيروسات والطفيليات وخراجاتها. (الأمراض المنقولة بالماء)
- الملح، مما يجعل المياه مسوسة، ولها ملوحة أكثر من المياه العذبة، ولكن ليس بقدر مياه البحر.

تشمل ملوثات المياه الخام الأخرى الأقل شيوعًا ما يلي:
- الجسيمات المشعة الطبيعية.[4]
- أحماض ألكيل مشبعة، مثل حمض البيرفلوروكتانويك، وهي مجموعة من الملوثات التي تم العثور عليها في مياه الصرف الصحي في جميع أنحاء أوروبا.[5] هناك مخاوف من أن هذه المواد الكيميائية يمكن أن تلوث مصادر المياه الخام التي تستخدم عادة لمياه الشرب.
- مركبات اختلال الغدد الصماء؛ المواد الكيميائية التي يمكن أن تتداخل مع نظام الغدد الصماء مما يتسبب في أورام سرطانية وعيوب خلقية واضطرابات نمو أخرى.[6]

## المعالجة

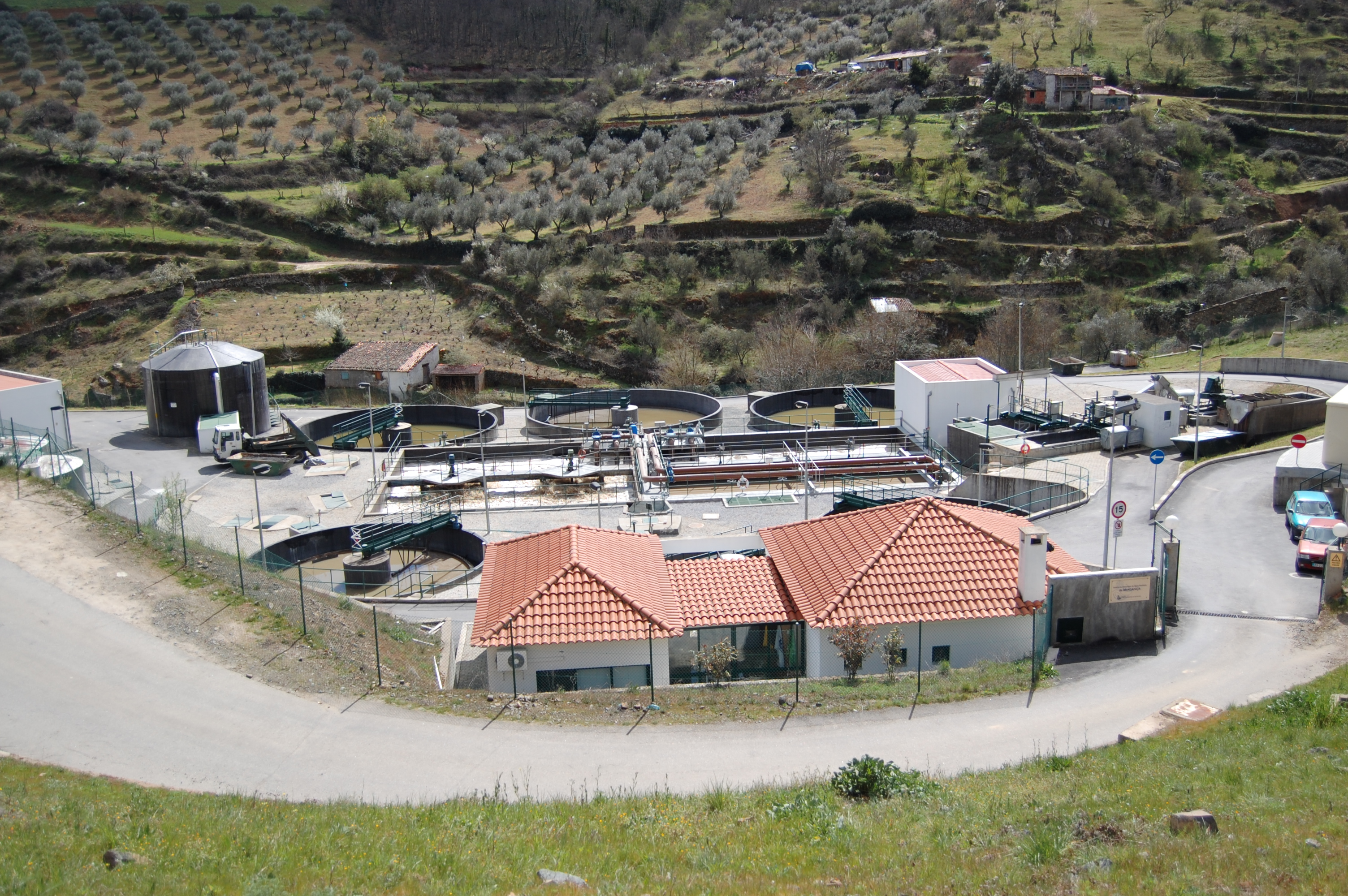
محطة معالجة المياه في براغانسا، البرتغال

يمكن استخدام المياه الخام في العديد من الأغراض، مثل مياه التبريد، ومياه الشطف والإنتاج الكيميائي ، والمياه النقية ، ومياه الشرب. ومع ذلك، نظرًا للملوثات المحتملة، يجب معالجة المياه الخام قبل السماح بها للاستهلاك البشري أو الاستخدام الصناعي. هناك عدة خطوات متضمنة في معالجة المياه الخام، وطرق مختلفة يمكن أن تحدث فيها.

### التناضح العكسي
تم استخدام التناضح العكسي لإنتاج المياه منزوعة المعادن لأكثر من 30 عامًا. في التناضح العكسي، يتم نقل المياه عبر غشاء تحت ضغط عال، وترك المنتج الذي يتكون أساسا من الماء المركز والذي يحتوي على معظم العناصر الأخرى مثل المعادن والمواد غير المرغوب فيها المخلفات. يمكن إزالة العديد من الملوثات، بما في ذلك الحديد والمنغنيز والأمونيوم وآثار المبيدات والأدوية والملوثات الدقيقة العضوية والجسيمات المشعة بالتناضح العكسي وحده. جعلت هذه الكفاءة للتناضح العكسي الطريقة الأساسية لتنقية المياه. الجانب السلبي للتناضح العكسي هو أن إزالة معظم المعادن من الماء يمكن أن يكون لها آثار سلبية على مذاقه. تضاف المعادن أحيانًا إلى مياه الشرب التي تم تصفيتها بالفعل لتحسين مذاقها.

### المعالجة المسبقة التقليدية
طريقة المعالجة التقليدية لتنقية المياه هي عملية معقدة متعددة المراحل استخدمت لسنوات عديدة. وتتكون بشكل عام من خمس خطوات أساسية. أولاً، يتم تعديل الماء الخام للقلوية والأس الهيدروجيني بإضافة الجير المائي وثاني أكسيد الكربون. ثانيًا، يتم تجميع المواد الجسيمية مع كبريتات الألومنيوم وغيرها من مواد التخثر، مثل البوليمرات، التي تتدفق المياه في شلال يمزج المواد الكيميائية والمياه الخام مع مواد التخثر. ثالثًا، يتم خلط الماء ببطء في أجهزة التوضيح حيث تستقر الجزيئات الأكبر إلى الأسفل ويتم إزالتها بشكل دوري (الترسيب). رابعاً، يتم توجيه الماء من أجهزة التصفية إلى المرشحات (مثل مرشح أنثراسايت ومرشح الرمل) لاحتجاز أي جزيئات صغرى نجت من عملية الترشيح. وأخيرًا، يضاف هيدروكسيد الصوديوم لضبط درجة الحموضة / القلوية النهائية. غالبًا ما تُستخدم هذه العملية كطريقة قبل المعالجة بينما تُستخدم عمليات أخرى، مثل التناضح العكسي، للعلاج النهائي. من عيوب هذه الطريقة استخدامها للمواد الكيميائية، مثل الأوزون، والمواد الترويبية، وبيروكسيد الهيدروجين ، والجير، والكلور لعملية الترشيح. حيث أن هذه المواد الكيميائية خطيرة إذا تم استخدامها بشكل غير صحيح أو إذا بقيت في الماء بعد المعالجة الكاملة. وهذا يتطلب احتياطات خاصة، ويجب التحكم في كل خطوة من العملية لتحقيق الأداء الأمثل العام. يمكن أن تؤدي الحاجة إلى نظام تحكم معقد للعلاج التقليدي إلى أن يكون مكلفًا ماليًا. وقد أدى ذلك إلى تطوير طرق بديلة للمعالجة المسبقة ومعالجة المياه الخام.

### الترشيح الفائق
الترشيح الفائق هو عملية ترشيح غشاء ويوفر بديلاً للمعالجة المسبقة التقليدية. في هذه الطريقة، يتم ترشيح المياه مسبقًا فقط باستخدام مرشح شاشة مشترك قبل تصفيته عند ضغط مرتفع من خلال غشاء ، مما يؤدي إلى فصل الماء عن الملوثات الموجودة بداخله. يمكن استخدام الترشيح الفائق بمفرده لتنقية المياه أو كعلاج مسبق للتناضح العكسي.